# Europejskie Igrzyska Halowe w Lekkoatletyce 1968 – trójskok mężczyzn
Trójskok mężczyzn – jedna z konkurencji technicznych rozgrywanych podczas lekkoatletycznych europejskich igrzysk halowych w hali Palacio de Deportes w Madrycie. Rozegrano od razu finał 10 marca 1968. Zwyciężył reprezentant Związku Radzieckiego Nikołaj Dudkin. Tytułu z poprzednich igrzysk nie obronił Petr Nemšovský z Czechosłowacji, który tym razem zajął 6. miejsce.

## Rezultaty
Rozegrano od razu finał, w którym wzięło udział 8 skoczków.
Opracowano na podstawie materiału źródłowego.
| Miejsce | Zawodnik          | Wynik |
| ------- | ----------------- | ----- |
| 1       | Nikołaj Dudkin    | 16,77 |
| 2       | Wiktor Saniejew   | 16,69 |
| 3       | Luis Felipe Areta | 16,47 |
| 4       | Șerban Ciochină   | 16,42 |
| 5       | Giuseppe Gentile  | 16,03 |
| 6       | Petr Nemšovský    | 15,64 |
| 7       | Michael Sauer     | 15,61 |
| 8       | Aşkın Tuna        | 15,48 |